# Daniel Alpert
Daniel Alpert (* 10. April 1917 in Hartford in Connecticut; † 4. November 2015 in Eugene, Oregon) war ein US-amerikanischer Physiker, der heute vor allem durch das von ihm beschriebene Ionisationsvakuummeter bekannt ist, das nach dem Erfinder Robert T. Bayard und nach ihm Bayard-Alpert-Vakuummeter genannt wird.

## Leben
Daniel Alpert erhielt 1937 am Trinity College in seiner Geburtsstadt Hartford den Grad des Bachelor of Science. Von 1937 bis 1941 arbeitete er an der Stanford University bei William Webster Hansen im Bereich der Mikrowellen; dort lernte er auch von Sigurd Fergus Varian, der damals das erste Klystron baute. Im Jahr 1942 erhielt er an der Stanford University den Doktorgrad. Ab Oktober 1941 war er in den Westinghouse Research Laboratories in Pittsburgh tätig, wo er Bauteile von Radaranlagen entwickelte. 1945 arbeitete er zwischenzeitlich auch am Manhattan Project, wobei er mit Ernest Lawrence an der Trennung der Uranisotope arbeitete. Ab 1957 arbeitete er als Professor der Physik an der University of Illinois. Dort leistete er Pionierarbeit im Bereich des Lernens mit Hilfe des Computers, er war ein Mitbegründer eines entsprechenden Forschungslabors und trug zur Entwicklung des Computersystems PLATO bei. 1987 wurde Alpert emeritiert, er arbeitete aber weiterhin, z. B. als Berater.

## Leistungen
Besonders bekannt ist Alpert für seinen Beitrag zur Entwicklung und Beschreibung des Ionisationsvakuummeters.

## Ehrungen
1957 erhielt Alpert eine Ehrendoktorwürde des Trinity College, 1965 ein Guggenheim-Stipendium für Physik. 1980 erhielt er den Gaede-Langmuir-Preis der American Vacuum Society AVS für seine Beiträge zur Erzeugung, Messung und Anwendung von Ultrahochvakuum.